# Marlene van Niekerk

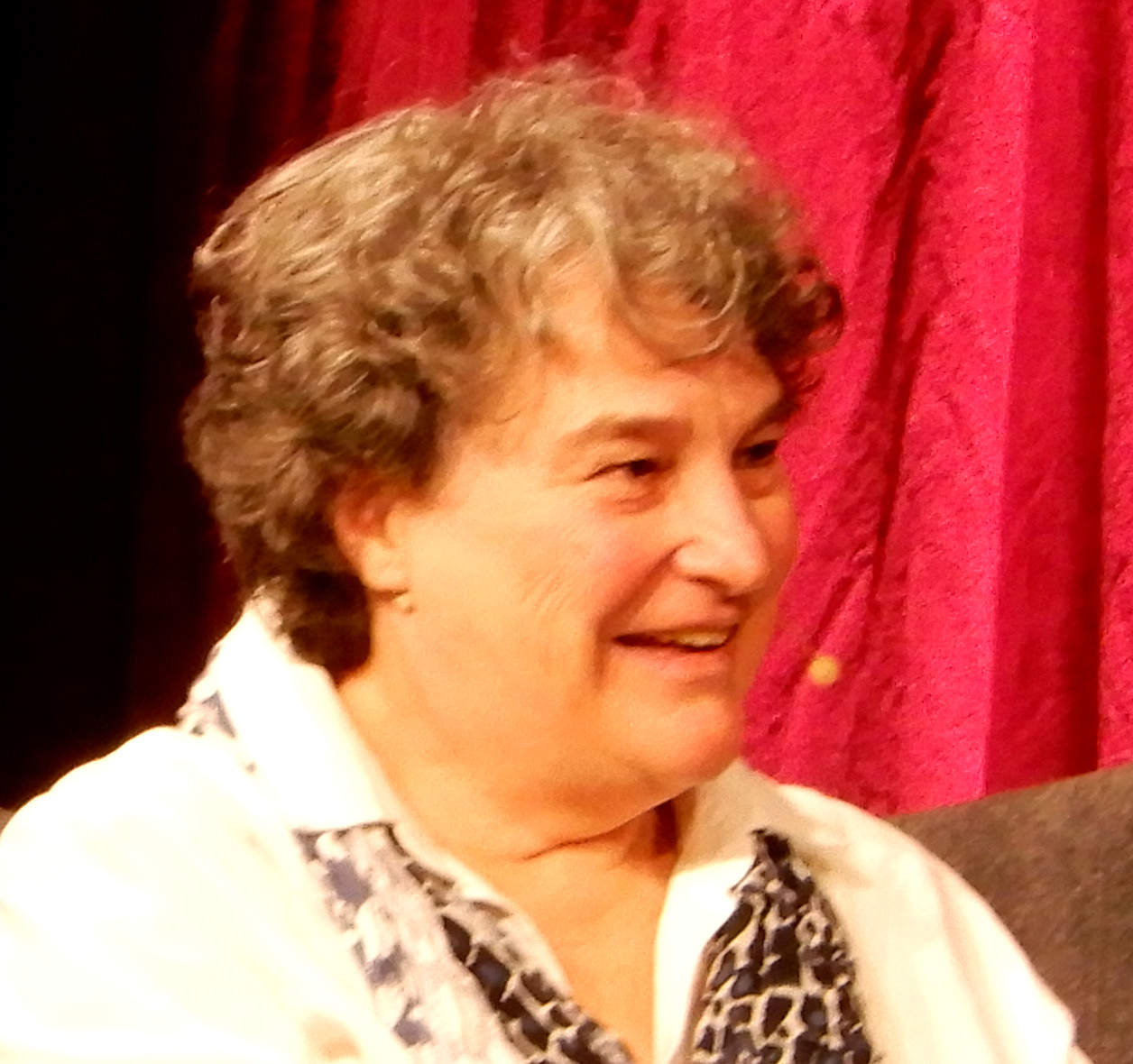
Marlene van Niekerk på Bokmässan 2022

Marlene van Niekerk, född 10 november 1954 nära Caledon i Västra Kapprovinsen, är en sydafrikansk författare som skriver på afrikaans.

## Biografi
Marianne van Niekerk föddes på gården Tygerhoek utanför Caledon. Hon gick i skola i Riviersonderend och Stellenbosch, där hon gick på Hoërskool Bloemhof. Därefter läste hon språk och filosofi på Universitetet i Stellenbosch och tog 1978 sin magisterexamen med uppsatsen Die aard en belang van die literêre vormgewing in 'Also sprach Zarathustra'.
Medan hon gick på universitetet skrev hon tre pjäser, och efter sin examen flyttade hon 1979 till Tyskland, där hon blev regissörslärling på olika teatrar i Stuttgart och Mainz. Mellan 1980 och 1985 fortsatte hon med sina filosofistudier i Nederländerna, och skrev en doktorsavhandling om Claude Lévi-Strauss och Paul Ricoeur: Taal en mythe: een structuralistische en een hermeneutische benadering.
Åter i hemlandet undervisade hon i filosofi, först vid University of Zululand och sedan vid University of South Africa. Därefter undervisade hon i afrikaans och nederländska vid University of the Witwatersrand. Hon är nu professor i afrikaans och nederländska vid Universitetet i Stellenbosch.

## Författarskap
Marlene van Niekerk gav på 1970- och 1980-talen ut två diktsamlingar och en novellsamling. Debutromanen Triomf kom först 1994. Romanen är en grafisk och kontroversiell berättelse om en fattig, försupen och inavlad afrikander-familj i stadsdelen Triomf i Johannesburg strax efter apartheids fall. Den visar hur apartheidsystemet misslyckades med att gynna de fattiga vita, och kan även ses som en allegori över apartheidsystemet och afrikanderna själva. Den blev flerfaldigt prisbelönt, översattes 1999 till engelska och filmatiserades 2008 i regi av zimbabwiern Michael Raeburn.
Triomf följdes 2004 av Agaat, en skildring av den vita lantbrukarhustrun Milla de Wet, som ligger förlamad i ALS och den svarta kvinnan Agaat, som vuxit upp som fosterdotter i familjen de Wet och nu sköter om Milla. Romanen översattes till engelska 2006 och till svenska 2012. Den har tilldelats flera priser, och Times Literary Supplement kallade den för "den viktigaste romanen sedan Coetzees Onåd".
År 2006 kom romanen Memorandum, om tjänstemannen J.F. Wiid, som natten innan han ska opereras för sin livshotande cancer för sig själv rekonstruerar en konversation han avlyssnat på samma sjukhus några år tidigare, som trots att han inte förstod den gjorde ett mycket starkt intryck på honom. Romanen kom i svensk översättning 2013.

## Priser
- 1995: Noma Award for Publishing in Africa för Triomf[6]